# Eleousa
De Icoon van de Moeder Gods Eleousa is een standaardvoorstelling in de oosters-orthodoxe kerken. Eléousa (Grieks: Ἐλεούσα) wil zeggen "zij die medelijden heeft". Deze voorstelling is veel menselijker dan de Hodegetria.

## Voorstelling en interpretatie

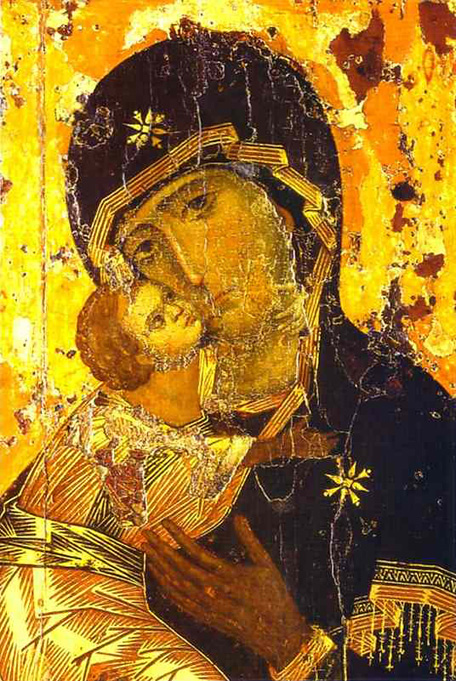
Eleousa-icoontype Byzantijns-Russisch icoon (12e eeuw) detail

Zittend op de linkerarm van de Moeder Gods steunt de Christus Immanuël met zijn wang tegen die van zijn moeder aan.
Hij schrikt terug voor het lijdenslot dat Hem te wachten staat, vaak gesymboliseerd door de aartsengelen Michaël en Gabriël, die de symbolen van het lijden tonen: het kruis, de lans, de stok met de spons ... Van angst krimpt hij in elkaar, zodat op sommige iconen het sandaaltje van zijn rechtervoet valt.
De blik van de Moeder Gods is duidelijk bedroefd, maar gelaten: zij weet dat het lijden van haar zoon onvermijdelijk is, en reikt hem teder haar troostende hand. Omdat haar zoon met zijn kruisdood het lijden van de mensheid op zich nam, is zij op deze manier ook voor alle mensen de liefdevolle troosteres in nood.

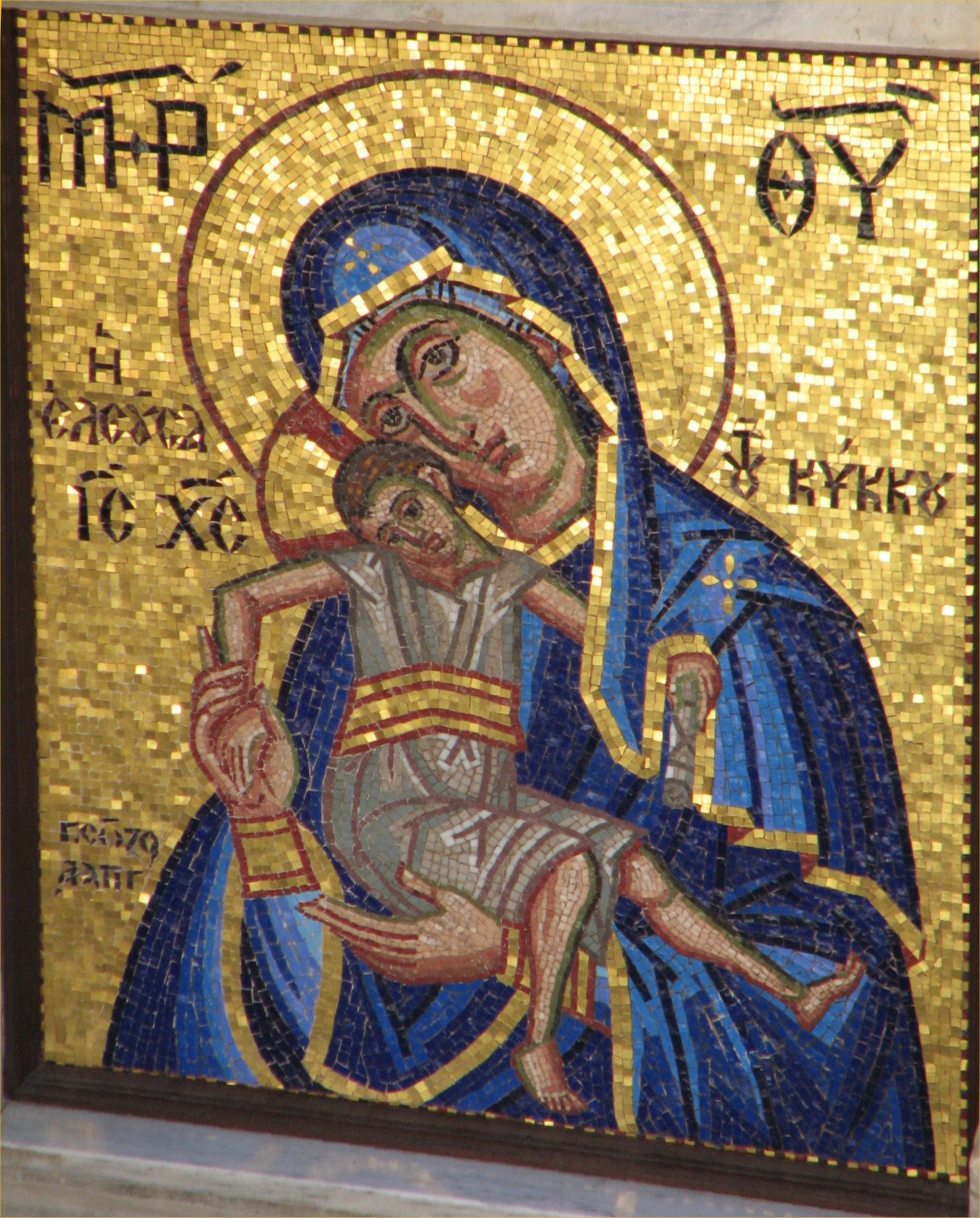
Kykkotissa

De Kykkotissa is een variante van de Eleousa. Dit icoon-type is verbonden met het Cypriotisch-orthodoxe Kykkosklooster in het Troodosgebergte.
De Moeder Gods steunt met haar linkerarm het Christuskind. Met de rechterhand houdt ze zijn rechterpols vast. De hoofden zijn naar rechts gebogen en tegen elkaar aangevleid. Opvallend zijn de blote,eerder speelse beentjes van het Kind.
Een andere variante van de Eleousa is de Moeder Gods Galaktotrofusa, de zogende Moeder. In Egypte waar de afbeelding van een zogende Isis met het Horuskind zeer populair was, kwam deze vorm zeer vroeg voor (vanaf 4de eeuw). Pas vanaf de 12de of 13de eeuw verscheen deze afbeelding in het oosters christendom.